# 독정골어린이도서관
독정골어린이도서관은 인천광역시 미추홀구 용현동 소재의 도서관이다.

## 연혁
- 2009년 7월 24일 개관.

## 이용 안내
이용 시간
- 평일, 토요일, 일요일: 오전 10시 ~ 오후 6시

휴관일
- 월요일
- 법정 공휴일